# The Time Machine (Alan Parsons)
The Time Machine è il terzo album in studio da solista di Alan Parsons, pubblicato nel 1999 dalla Miramar Records ed in Italia dalla CNR Music.

## Descrizione

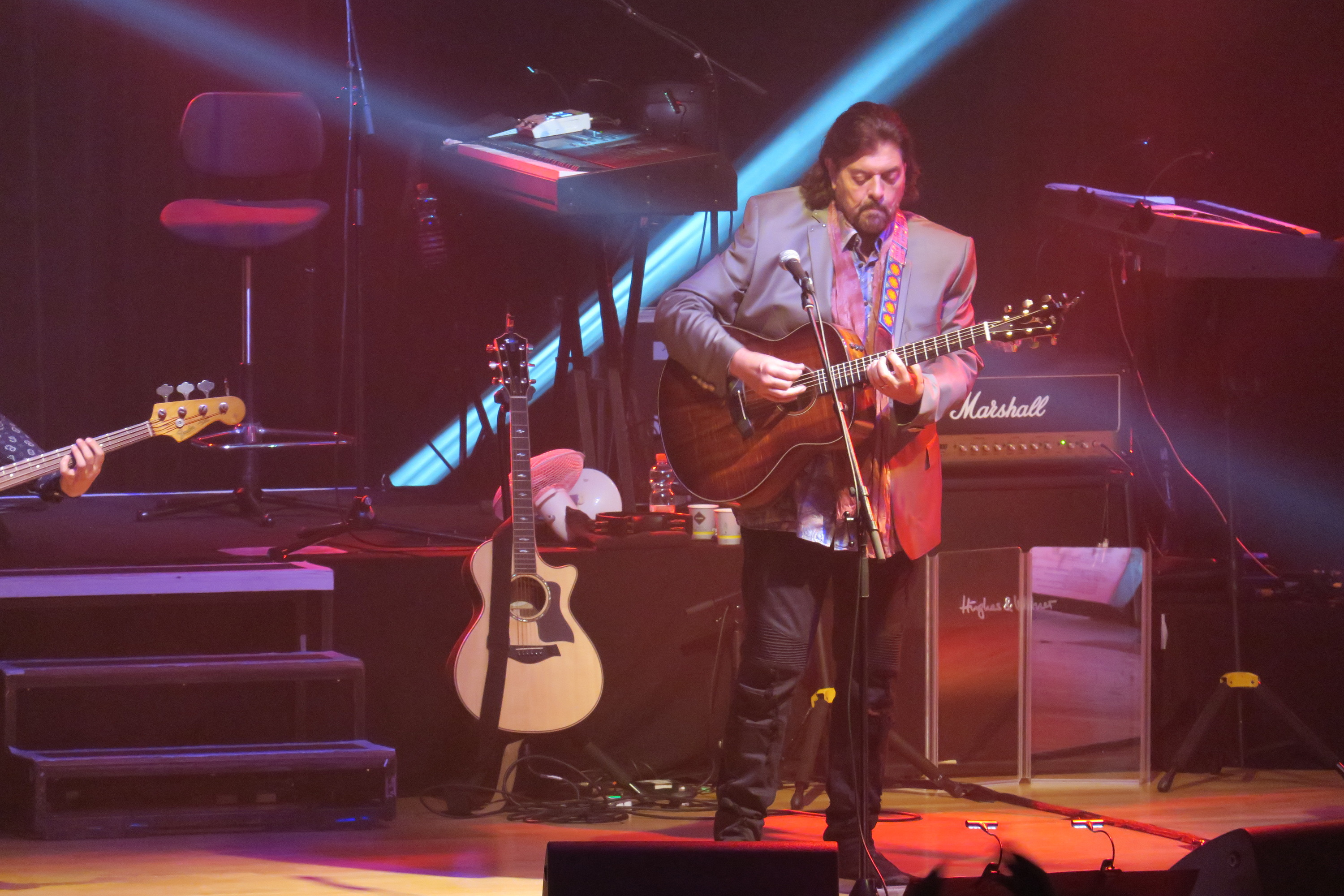
Alan Parsons in concerto nel 2017.

Appena dopo la pubblicazione dell'album precedente, On Air, nell'autunno del 1996 Parsons e la sua band cominciano un lunghissimo tour mondiale. Terminato il tour, agli inizi del 1999, Parsons comincia a registrare per il suo nuovo album The Time Machine.

### Pubblicazione e vendite
The Time Machine viene registrato dal gennaio al maggio del 1999 presso il Parsonics, lo studio di registrazione privato di Alan Parsons, nel Sussex in Inghilterra, alcune registrazioni addizionali vengono effettuate presso il Bair Studios, per poi essere pubblicato il 28 settembre 1999.
L'album non riscuote un grande successo ma supera abbondantemente le vendite di On Air ottenendo le migliori performance nei Paesi Bassi e in Germania. Dopo la pubblicazione dell'album Parsons con la sua band, denominata Alan Parsons Live Project, comincia il The Time Machine World Tour, per le cui date europee parteciperà quale special guest Tony Hadley. Il tour si conclude nel dicembre del 1999 in Giappone.

### Concept
Il titolo è preso a prestito dall'omonimo romanzo di H.G. Wells e l'album si presenta come un concept album, seguendo lo stile tenuto anche nell'album precedente ed in tutta la produzione del The Alan Parsons Project, con il filo conduttore basato sul tempo, i viaggi nel tempo e sulle memorie del passato. Tali argomenti erano già stati presi in considerazione per realizzare nel 1977, assieme ad Eric Woolfson, il secondo album del Project, ma furono poi accantonati preferendo trattare temi prettamente futuristici ed incentrati sul declino della razza umana e l'ascesa di esseri robotici, da cui l'album I Robot.

### Formazione
Parsons conferma il team dei musicisti dell'album precedente con Andrew Powell alla direzione dell'orchestra, John Giblin al basso, Stuart Elliott ai sintetizzatori ed alla batteria, Richard Cottle alle tastiere e Ian Bairnson alle chitarre ed al sassofono. L'unico musicista non confermato per questo album è il tastierista Gary Sanctuary. Come new entry vi sono Robyn Smith alle tastiere e pianoforte e Kathryn Tickell alla cornamusa del Northumberland.
Come cantanti vengono confermati Graham Dye, che ha già cantato in Freudiana nel 1990 ed in On Air nel 1996, e Neil Lockwood che aveva esordito nell'album precedente. Cantano per la prima volta con Parsons le guest star Tony Hadley degli Spandau Ballet, Moya Brennan dei Clannad e sorella di Enya e Beverley Craven, che raggiunse le vette delle classifiche con il brano Promise me del 1990. Discorso a parte per il rientro da guest star per le pietre miliari del Project Colin Blunstone, che ha cantato negli album Pyramid del 1978, Eye in the Sky del 1982, Ammonia Avenue del 1984 e Vulture Culture del 1985, e Chris Rainbow, che però si limita a fare il corista, session man del Project ininterrottamente dal 1979 al 1990.

### Stile musicale
In questo album Alan Parsons lascia molto spazio alla creatività di Ian Bairnson e Stuart Elliott, risultando infatti dai credits come ingegnere e produttore dell'album ma autore di un solo brano. Le sonorità rimangono molto riconducibili allo stile del The Alan Parsons Project ma vi è maggior utilizzo della musica elettronica spostandosi verso la techno molto più che in passato, ne sono la conferma il record di ben sei strumentali.

## Copertina e grafica

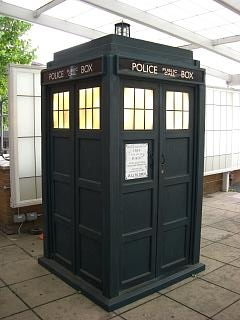
Un TARDIS come quello raffigurato sulla copertina dell'album The Time Machine.

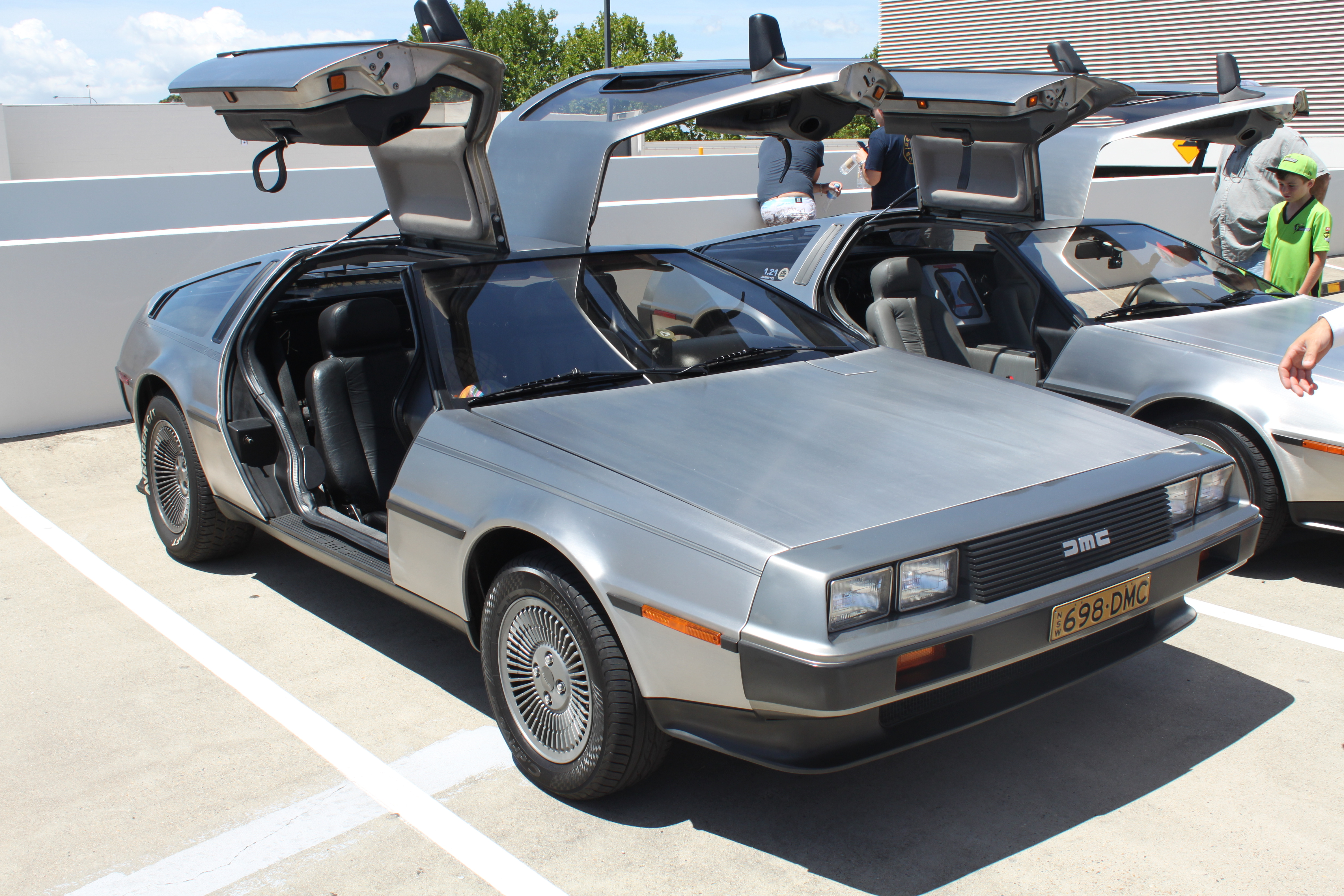
Tra i simboli raffigurati sulla copertina di The Time Machine vi è anche una DeLorean DMC-12.

Tutto il lavoro grafico del disco, della copertina e del booklet è pieno di simboli e riferimenti al tempo e ai viaggi nel tempo. La copertina ritrae una sfera di cristallo che fa da sfondo a varie icone: 
- Un moderno diffusore acustico.
- Un TARDIS.
- Il tunnel psichedelico[4] proveniente dalla sequenza di apertura della serie televisiva Doctor Who[5].
- Un osservatorio astronomico.
- L'ingranaggio di un orologio.
- Una DeLorean DMC-12 macchina del tempo nel film Ritorno al futuro[6].
- Un bambino che sembra giocare con un modellino dell'astronave USS Enterprise (NCC-1701) della serie Star Trek.
- Una donna che ha sulla lingua una zolletta di zucchero.
- Una fotocamera.
- Un cervello.
- Tre simboli zodiacali Leo, Sagittarius e Gemini che sono rispettivamente i segni zodiacali di Ian Bairnson (3 agosto - Leo), Alan Parsons (20 dicembre - Sagittarius) e Stuart Elliott (22 maggio - Gemini).
- Degli specchi che riflettono un raggio di luce in maniera tale da farlo ritornare verso la direzione di provenienza.
- Un Coniglio Bianco, chiaro riferimento al personaggio di Lewis Carroll che in Le avventure di Alice nel Paese delle Meraviglie inseguito dalla protagonista le fa cominciare il famoso viaggio fantastico.

Il tutto nato dalla creatività di Storm Thorgerson e Peter Curzon.

## Tracce[1]
Le lista delle tracce dell'album pubblicato nel Nord America e in Giappone intitola il brano strumentale all'inizio H.G. Force (un riferimento ad H. G. Wells). Inoltre contiene la bonus track Beginnings. In Europa viene inserita la bonus track Dr. Evil Edit.
Edizioni musicali Miramar Records e CNR Music.
1. The Time Machine (Part 1) (Strumentale) – 4:54 (Stuart Elliott) – Tastiere e batteria: Stuart Elliott • Chitarre: Ian Bairnson • Tastiere: Richard Cottle • Arrangiamento orchestrale: Andrew Powell
2. Temporalia (Strumentale) – 1:01 (Alan Parsons) – Tastiere: Alan Parsons • Narratore: Professore Frank Close
3. Out Of The Blue – 4:55 (Ian Bairnson) – Voce: Tony Hadley • Chitarre e tastiere: Ian Bairnson • Batteria e percussioni: Stuart Elliott • Basso: John Giblin • Tastiere: Robyn Smith • Cori: Chris Rainbow
4. Call Up – 5:14 (Ian Bairnson) – Voce: Neil Lockwood • Chitarre e sassofono: Ian Bairnson • Batteria: Stuart Elliott • Basso: John Giblin • Tastiere: Robyn Smith
5. Ignorance Is Bliss – 6:46 (Ian Bairnson) – Voce: Colin Blunstone • Chitarre e sassofono: Ian Bairnson • Batteria: Stuart Elliott • Basso: John Giblin • Pianoforte: Robyn Smith • Cori: Chris Rainbow • Arrangiamento orchestrale: Andrew Powell
6. Rubber Universe (Strumentale) – 3:52 (Ian Bairnson) – Tastiere, chitarre, basso, sassofono e mandolino: Ian Bairnson • Batteria: Stuart Elliott
7. The Call Of The Wild – 5:23 (Ian Bairnson) – Voce: Maire Brennan • Chitarre e tastiere: Ian Bairnson • Batteria: Stuart Elliott • Cornamusa del Northumberland: Kathryn Tickell • Fisarmonica diatonica: Julian Sutton • Arrangiamento orchestrale: Andrew Powell
8. No Future In The Past – 4:46 (Stuart Elliott) – Voce: Neil Lockwood • Chitarre: Ian Bairnson • Batteria e cori: Stuart Elliott • Basso: John Giblin • Tastiere: Robyn Smith • Organo: Alan Parsons • Cori: Chris Rainbow
9. Press Rewind – 4:21 (Stuart Elliott) – Voce: Graham Dye • Chitarre: Ian Bairnson • Batteria: Stuart Elliott • Basso: John Giblin
10. The Very Last Time – 3:42 (Ian Bairnson) – Voce: Beverley Craven • Pianoforte: Robyn Smith • Violino: Julia Singleton • Violino: Jackie Norrie • Viola: Claire Orsler • Violoncello: Dinah Beamish • Cori ed arrangiamento degli archi: Ian Bairnson
11. Far Ago And Long Away (Strumentale) – 5:51 (Ian Bairnson) – Chitarre, basso e tastiere: Ian Bairnson • Batteria: Stuart Elliott • Tastiere: Richard Cottle • Arrangiamento orchestrale: Andrew Powell
12. The Time Machine (Part 2) (Strumentale) – 1:47 (Stuart Elliott) – Tastiere e batteria: Stuart Elliott • Tastiere addizionali: Richard Cottle • Chitarre: Ian Bairnson
13. Dr. Evil Edit (Bonus Track) (Strumentale) – 3:23 (Stuart Elliott, Alan Parsons) – Tastiere e batteria: Stuart Elliott • Chitarre: Ian Bairnson • Tastiere: Richard Cottle • Arrangiamento orchestrale: Andrew Powell

Durata totale: 55:55
La durata di 55 minuti e 55 secondi non è casuale ma voluta. Gli orologi atomici, che sono serviti a dimostrare le teorie di Albert Einstein sui viaggi nel tempo, utilizzano il Cesio il cui numero atomico è il 55.

## Analisi
The Time Machine (Part 1)È l'introduzione strumentale riguardante la tecnologia della macchina del tempo. Parsons include nel brano le tecniche dello stile musicale Progressive trance, sviluppatosi nella seconda metà degli anni '90 e che raggiunse il suo apice con il brano Children di Robert Miles, mixando alla perfezione il ritmo ipnotico dei sintetizzatori in contrasto con la ripetitività delle chitarre acustiche di Bairnson.
TemporaliaÈ l'unica traccia composta interamente da Alan Parsons, una strumentale, che si basa principalmente su una spiegazione del professor Frank Close riguardante la relatività dello spazio e la teoria secondo cui è l'universo stesso che agisce come una sorta di macchina del tempo nelle nostre vite. La narrazione è estratta dal documentario Equinox - L'Universo di gomma.

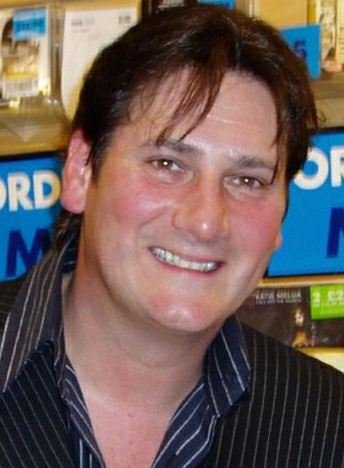
Tony Hadley, voce nel brano Out Of The Blue.

Out Of The Blue
Racconta la storia di un viaggiatore del tempo che parte dalla nostra epoca (XXI secolo). Il brano è cantato dalla guest star Tony Hadley.
Call UpCantata da Neil Lockwood, è ispirata ai viaggi nel passato che portano i grandi personaggi della storia nei giorni nostri per aiutarci a risolvere i problemi che ci rattristano.
Ignorance Is BlissRiguarda la gente che parla del nostro tempo come un periodo triste, ricordando i tempi passati in cui la vita era più semplice. Il brano era destinato all'album precedente On Air, ma fu scartato all'ultimo momento da Parsons e poi recuperato per The Time Machine. Prende il nome da una poesia del 1742 di Thomas Gray e la voce di Colin Blunstone riesce a trasmettere tutta la sensibilità e delicatezza contenuta nel testo.
Rubber UniverseRiguarda l'espansione dell'universo. È una traccia strumentale le cui sonorità ricordano il brano del 1977 I Robot inserito nell'omonimo album del The Alan Parsons Project.

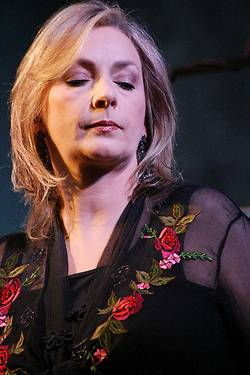
Maire Brennan. In The Time Machine canta il brano The Call Of The Wild.

The Call Of The WildNel brano si parla di un futuro in cui l'umanità sarà unita senza distinzioni di etnie, nazioni, fede ecc. La melodia di questa canzone è una variante di un brano tradizionale folk irlandese She Moves Through the Fair. Grazie agli arrangiamenti orchestrali di Powell ed alla suadente voce di Maire Brennan il brano risulta molto gradevole e rilassante. Molto indovinati anche gli inserimenti di Kathryn Tickell alla cornamusa del Northumberland e di Julian Sutton alla fisarmonica diatonica.
No Future In The PastLa traccia spiega che non si devono rifare gli errori del passato se si vuole guardare al futuro. Cantata da Neil Lockwood è caratterizzata da un'intensa linea di basso e dagli ottimi cori di Chris Rainbow.
Press RewindSi riflette su ciò che potremmo fare, e i cambiamenti che avremmo operato, se fossimo stati in grado di invertire il tempo, ragionando sulla possibilità di andare indietro nel tempo e ricominciare tutto da capo, ripetendo le stesse azioni o cambiando qualcosa per ottenere risultati migliori. Bairson suona sia le chitarre che il basso ed i suoi arpeggi accompagnano gradevolmente lo scorrere della canzone. Graham Dye canta i finali di strofa in stile Lennon.
The Very Last TimeCon la voce di Beverly Craven, è una canzone che parla di persone che sono andate via e sono scomparse. Il brano è stato effettivamente scritto in memoria di Gemma, il cane morto dell'autore Ian Bairnson.
Far Ago And Long AwayÈ un altro brano strumentale che richiama alcune atmosfere orientali. Il titolo è un gioco di parole che non può essere reso in italiano in quanto in inglese lontano nello spazio è "far" e lontano nel tempo è "long". Il titolo inverte i termini, come se in italiano dicessimo "molto distante tempo fa e lungo/tardi da qui". La voce femminile che ad un certo punto verso la fine pronuncia la parola "Desire" è stata campionata dal compositore inglese Paul Hardcastle e usata per il suo pezzo Desire nell'album Hardcastle III del 2002.
The Time Machine (Part 2)È la chiusura (outro) strumentale sulla macchina del tempo che riprende il brano d'apertura.
Dr. Evil EditÈ la versione remix di The Time Machine (Part 1) inserita come bonus track per la versione europea dell'album con un re-mixaggio con cui Parsons aggiunge la narrazione del Dr. Evil presa dal film Austin Powers - La spia che ci provava, uscito a giugno 1999 nelle sale, in cui il regista Jay Roach dedica una citazione ad Alan Parsons ed al The Alan Parsons Project. Per il brano Dr. Evil Edit viene pubblicato anche un videoclip.

## Formazione

### Leader
- Alan Parsons – organo (traccia 8), autore testi e musiche (traccia 2,13), ingegnere del suono, produttore

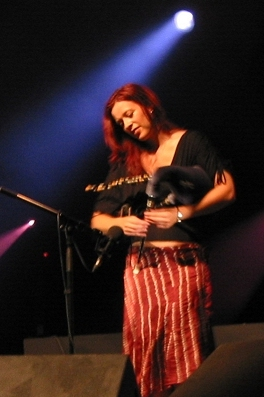
Kathryn Tickell nel 2004. Nel brano The Call Of The Wild suona la cornamusa del Northumberland.

### Session Man
Cantanti
- Chris Rainbow – cori (traccia 3,5,8)
- Neil Lockwood – voce (traccia 4,8)
- Tony Hadley – voce (traccia 3)
- Colin Blunstone – voce (traccia 5)
- Maire Brennan – voce (traccia 7)
- Beverley Craven – voce (traccia 10)
- Graham Dye – voce (traccia 9)

Musicisti

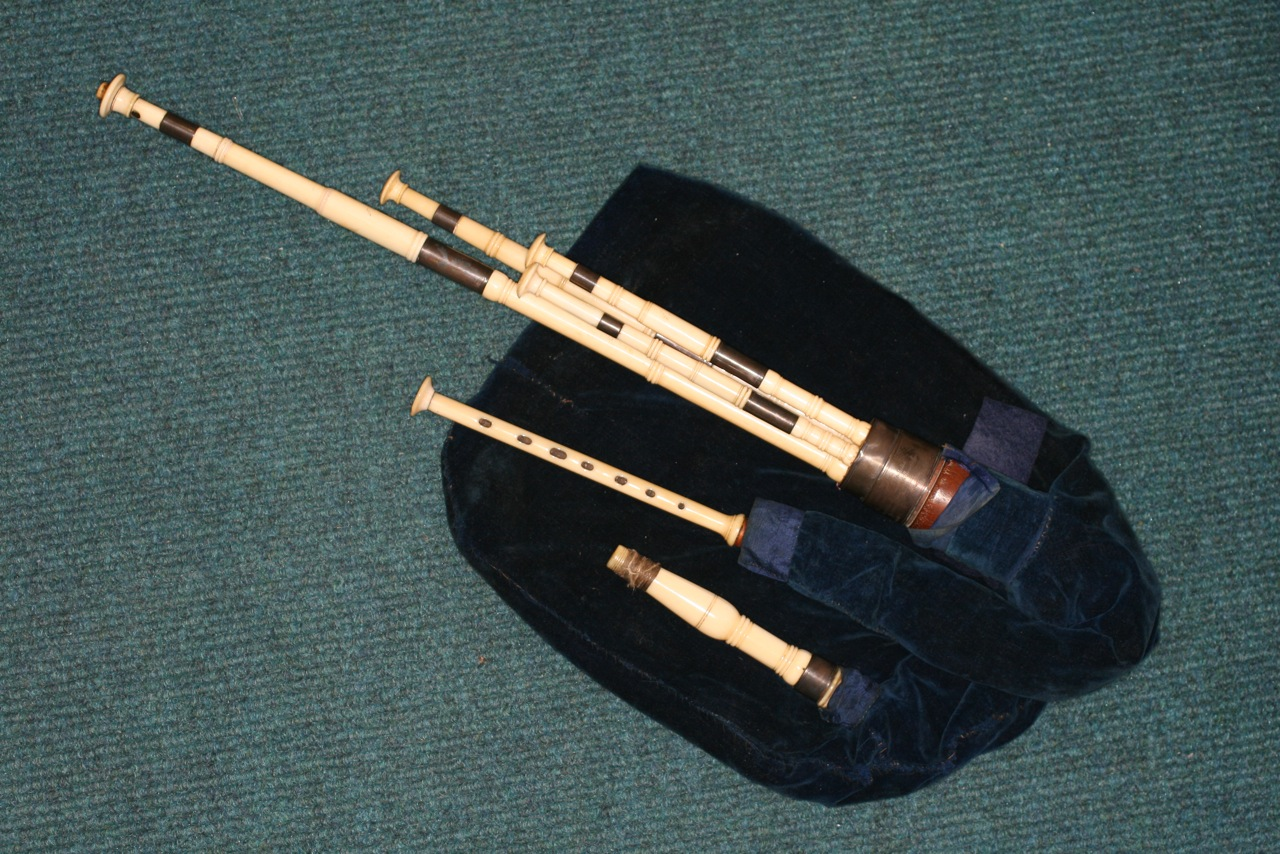
Una cornamusa del Northumberland, suonata da Kathryn Tickell nel brano The Call Of The Wild.

- Ian Bairnson – chitarre (traccia 1,3,4,5,6,7,8,9,11,12,13), basso (traccia 6,11), tastiere (traccia 3,6,7,11), sassofono (traccia 4,5,6), mandolino (traccia 6), cori (traccia 10), arrangiamento degli archi (traccia 10), autore testi e musiche (traccia 3,4,5,6,7,10,11)
- Stuart Elliott – batteria (traccia 1,3,4,5,6,7,8,9,11,12,13), percussioni (traccia 3), tastiere (traccia 1,12,13), cori (traccia 8), autore testi e musiche (traccia 1,8,9,12,13)
- John Giblin – basso (traccia 3,4,5,8,9)
- Robyn Smith – pianoforte (traccia 5,10), tastiere (traccia 3,4,8)
- Richard Cottle – tastiere (traccia 1,11,12)
- Kathryn Tickell - cornamusa del Northumberland (traccia 7)
- Julian Sutton - fisarmonica diatonica (traccia 7)
- Julia Singleton - violino (traccia 10)
- Jackie Norrie - violino (traccia 10)
- Claire Orsler - viola (traccia 10)
- Dinah Beamish - violoncello (traccia 10)

Orchestra

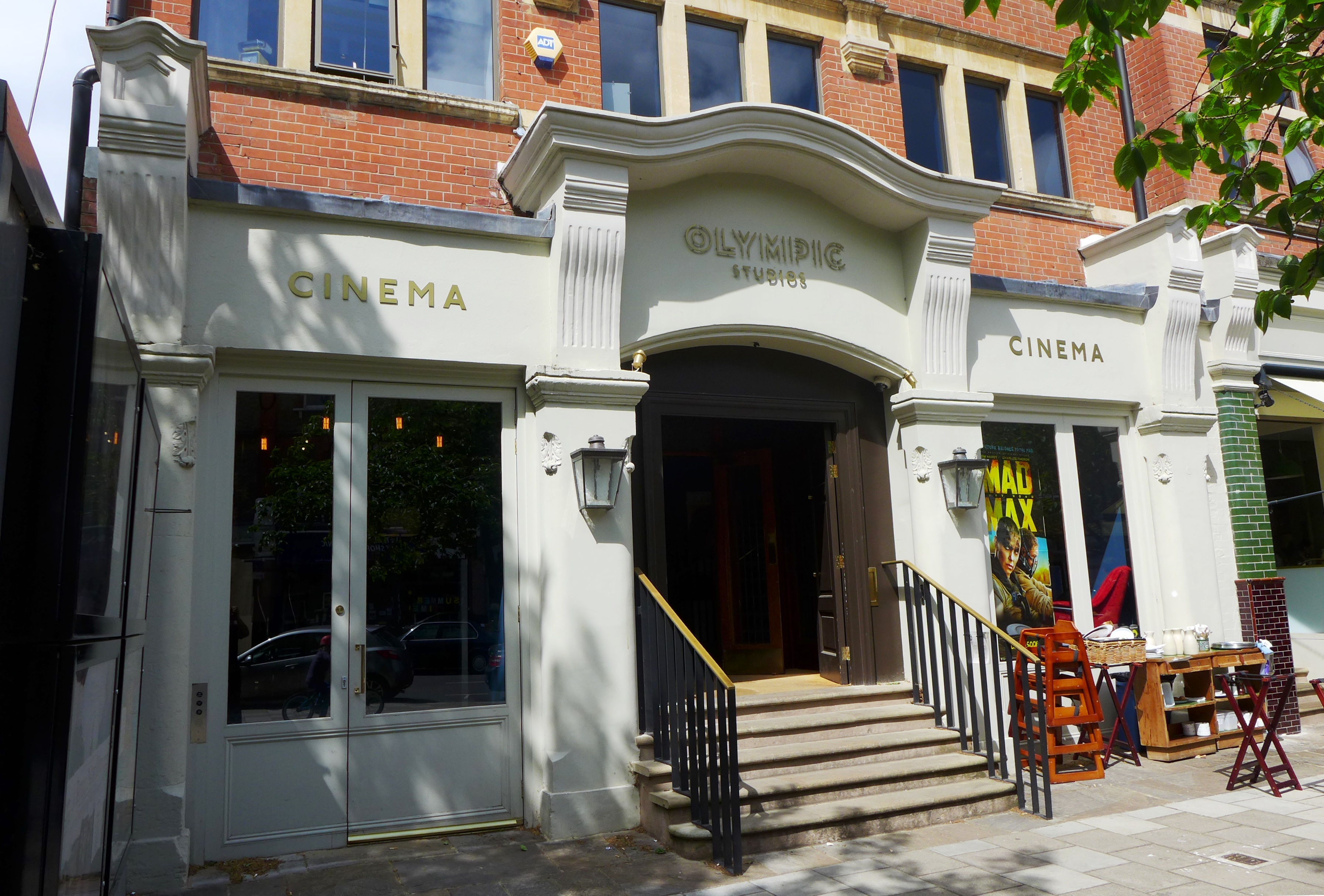
La Philharmonia Orchestra fu registrata presso gli Olympic Studios, studi di registrazione con annesso un piccolo cinema.

- The Philharmonia Orchestra - primo violino: Clio Gould - Registrata agli Olympic Studios a Londra.
- Andrew Powell - direttore d'orchestra ed arrangiamenti orchestrali (traccia 1,5,7,11)

Narratori
- Professore Frank Close[27] - narratore (traccia 2)

## Masterizzazione

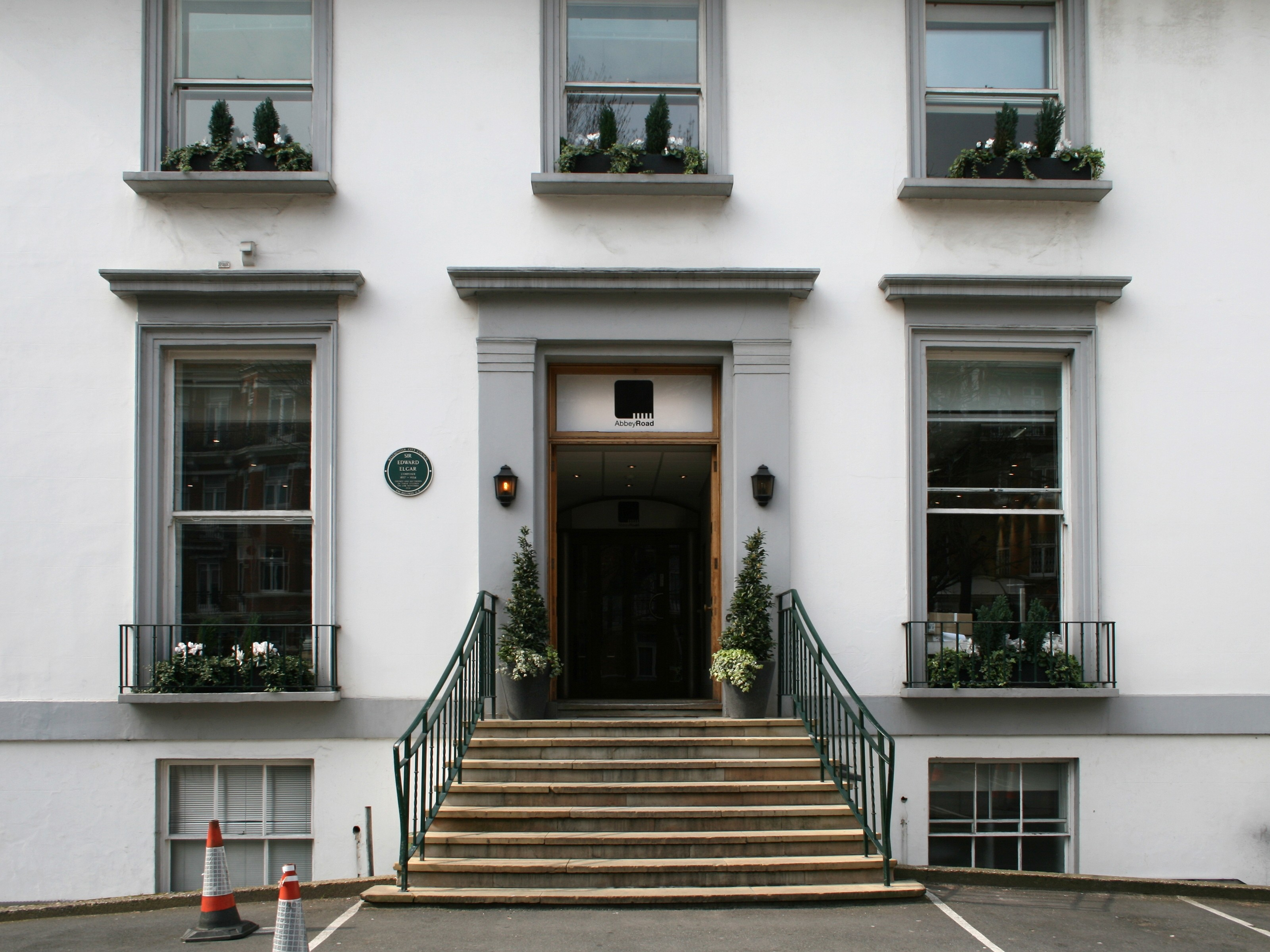
Facciata degli Abbey Road Studios a Londra, dove l'album fu masterizzato.

Presso gli Abbey Road Studios, a Londra, a cura di Chris Blair.

## Videoclip
Dr. Evil Editpubblicato in contemporanea con l'uscita del disco il 28 settembre 1999.

## Edizioni
Old And Wise: Greatest HitsNel 2004 l'album The Time Machine viene incluso per intero nella raccolta di Alan Parsons Old And Wise: Greatest Hits.

## The Time Machine nella cultura di massa
Austin PowersNel film del regista Jay Roach del 1999 Alan Parsons ed il The Alan Parsons Project vengono citati dall'attore Mike Myers nei panni del Dr. Evil, in italiano Dottor Male. Alan Parsons per ricambiare re-mixerà il brano Dr. Evil Edit con l'inserimento della citazione tratta dal film.

## Classifiche
| Nazione     | Miglior posizione in classifica | Settimane di permanenza |
| ----------- | ------------------------------- | ----------------------- |
| Paesi Bassi | 27º                             | 7                       |
| Germania    | 29º                             | 2                       |